# Ubežnica
Ubéžnica (angleško Escape) je tipka na računalniški tipkovnici, ki se uporablja za prekinitev programa. Ubežnica je na tipkovnici označena z okrajšavo Esc (angl. escape = ubežati) in je na levi zgornji strani tipkovnice.